# Лаукки, Лео Карлович
Ле́о Ка́рлович Ла́укки (Курю́тин) (фин. Leo Laukki (Kurutin), настоящее имя — Леона́рд Лео́польд Ли́ндквист (фин. Leonard Leopold Lindquist), 22 ноября 1880 — 15 сентября 1938) — финский коммунист.

## Биография
Учился сначала в Финляндии, потом в Екатеринославе в военной школе. Короткое время служил в армии. В 1905 г. вступил в финляндскую социал-демократическую партию. Вел работу среди финских офицеров, в русских полках и среди запасных. В 1906 г. был помощником капитана Кока, начальника финской Красной гвардии. Во время Свеаборгского восстания был сторонником активного участия в восстании. Стал начальником красной гвардии после Кока, работал сообща с финляндской военной организацией большевиков. Был делегатом от СДПФ на конференции военно-боевых организаций в Таммерфорсе. В 1906 году работал в Таммерфорской газете.

### В США
В 1907 г. эмигрировал в США. Принадлежал к левому крылу Социалистической партии Америки, её финской секции и ИРМ. Был заведующим финским рабочим колледжем (партийной школой) в Смитвилле, пригороде Дулута. Во время первой мировой войны организовывал забастовки. В 1919 на большом процессе по делу ИРМ в Чикаго был осуждён на 20 лет тюремного заключения и 20 000 долларов штрафа. Находился в заключении в тюрьме Форт Левенворт с 7 сентября 1918 по 30 апреля 1919, когда был освобожден под залог и бежал в Советскую Россию.

### В СССР
Лаукки прибыл в Советскую Россию весной 1921 года. Он не сразу отказался от сочувствия к синдикализму, но вступил в ВКП(б) и КПФ, и в 1921 году  был избран в ЦК КПФ. Лаукки поддержал в руководстве партии Эйно Рахья, после чего в 1925 году был выведен из ЦК как «рахьялист»:129–132. 
После потери влияния в руководстве финских коммунистов Лаукки работал в ряде советских учреждений. Был проректором Ленинградского университета нацменьшинств Запада, работал в Свердловском университете. В 1930-е годы был корреспондентом ТАСС в Тегеране. Там женился на техническом сотруднике посольства СССР в Тегеране Зое Михайловне.
В начале 1930 был заведующим кафедры философии и ленинизма Института пушного звероводства в Балашихе, в 1931 году на короткое время сменил первого директора института М. С. Погребовского на этому посту. Но вскоре вернулся на прежнюю должность и оставался на ней до весны 1937 года, когда его перевели в Днепропетровск заведовать такой же кафедрой там.
С лета 1937 по 1938 год — заведующий кафедрой философии Днепропетровского института железнодорожного транспорта, проживал в Днепропетровске: ул. Севастопольная, профессорский дом № 3. Лаукки был популярным преподавателем. Его лекции студенты встречали овациями, а после окончания курса "качали" профессора, подбрасывая  его в воздух:251. 
Независимое поведение Лаукки в конечном счете стало причиной его дальнейшей судьбы. В 1937 году Лаукки был исключен из парткома института. Причиной стало заявление Отто Куусинена, в котором он объявил Лаукки ненадёжным коммунистом, так как тот когда-то поддерживал его противника Эйно Рахью:129–132.  В ответ Лаукки отправил Куусинену письмо, в котором попытался опровергнуть выдвинутые против него обвинения. Он признал, что допустил ошибку, поддержав Рахью в 1925 году, но также ставил вопрос — допустил ли он принципиальные ошибки за последние несколько лет? Лаукки утверждал, что за прошедшие годы он выявил «десятки троцкистов и несколько бухаринских контрреволюционных фашистов», хотя он и не смог в своё время распознать ересь Рахья.
Арестован 9 февраля 1938. Приговорен ВКВС СССР 15 сентября 1938 по обвинению в участии в контр-революционной террористической организации. Расстрелян и похоронен на «Коммунарке» 15 сентября 1938. Реабилитирован 30 ноября 1966.

### Отзывы современников
Помню его шахматы. Складная доска гладкого чёрного дерева (клетками внутрь, а не наружу), инкрустация — слоновая кость. Фигуры тоже из слоновой кости — со специальным защёлками, входящими в гнезда, чтобы можно было играть во время езды. Но главной достопримечательностью шахмат была табличка, на которой было написано: «Лео Карловичу в память о встречах за шахматной доской. В. Ульянов»<...>. 
В нашем институте Лаукки пользовался очень большим влиянием. «Лаукки сказал» весило больше, чем «директор приказал» и даже больше чем «партком решил». Ведь у него, как считали, был прямой выход на высшие эшелоны партийной иерархии.<...>

Лео Карлович был полиглотом. Мы, мальчишки-филателисты, были уверены, что Лео Карлович знает вообще все языки. Ибо, с какой бы маркой ты к нему ни обратился, он всегда давал точную идентификацию: «Вот эта марка княжества Хайдерабад, которое…» — и далее рассказывалась история этого княжества. «А это — Восточная Румелия, в которой…» и т.д. Знание Лео Карловичем всех европейских (а не только так называемых «основных») языков само собой подразумевалось, но вдобавок к этому он читал по-арабски, по-персидски и т.д.

## Семья

Илья Лаукки, второклассник, декабрь 1936.

- Жена — Зоя Михайловна Лаукки, урождённая ?[4]
  - Сын — Илья Лаукки (род. 1928)[4]